# HD66766
HD66766 — хімічно пекулярна зоря спектрального класу
B9 й має видиму зоряну величину в смузі V приблизно  8,7.

## Пекулярний хімічний склад
Зоряна атмосфера HD66766 має підвищений вміст 
Si
.